# Suddendorf
Suddendorf là một đô thị thuộc huyện Grafschaft Bentheim trong bang Niedersachsen, nước Đức. Đô thị Suddendorf có diện tích 8,2 km². Đô thụi này thuộc Cộng đồng chung (Samtgemeinde) Schüttorf